# Митрофан (Никитин)

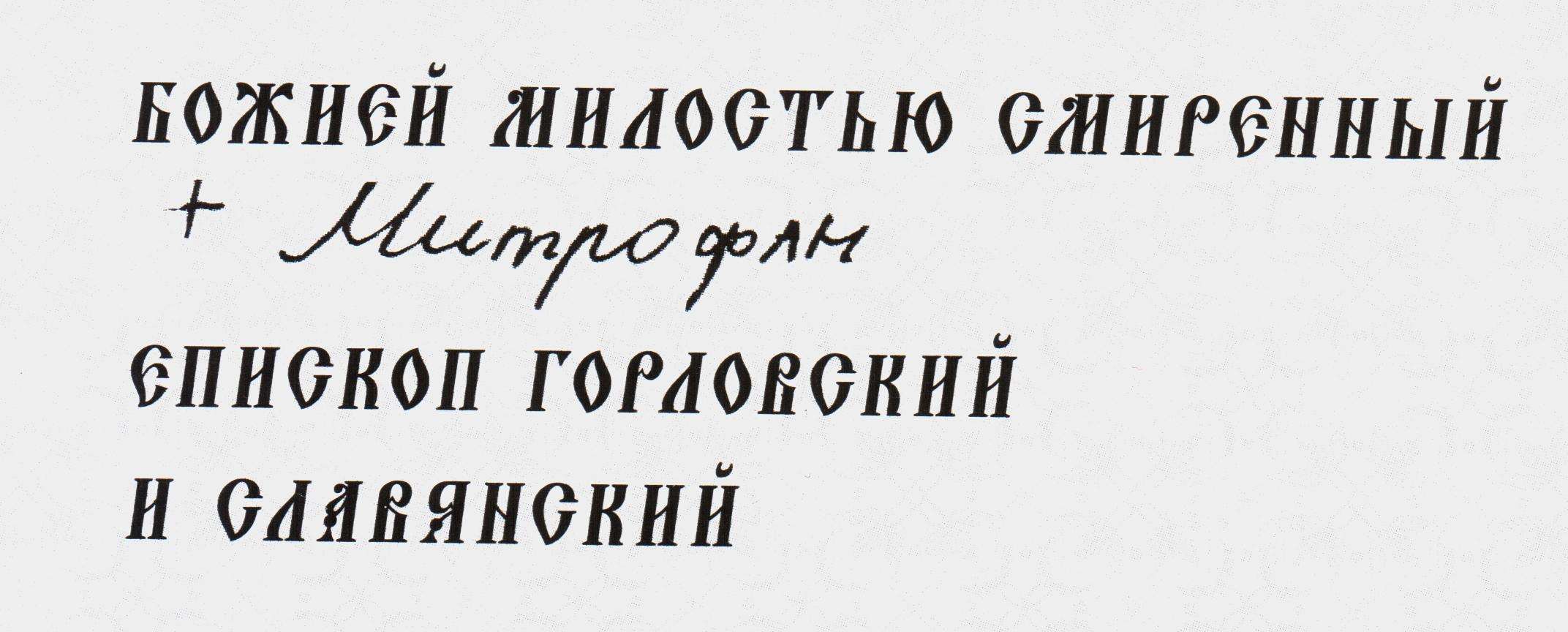
Подпись

Митрополит Митрофа́н (в миру Андрей Викторович Никитин; 31 октября 1976, Ворошиловград, УССР) — архиерей Украинской православной церкви (Московского патриархата), митрополит Горловский и Славянский, член Межсоборного присутствия Русской православной церкви. Тезоименитство — 17 сентября.

## Биография
Родился 31 октября 1976 года в Ворошиловграде (ныне Луганск) в семье рабочих.
С 1982 по 1991 год обучался в средней школе. Одновременно с 1990 года нёс послушание иподиакона при Петропавловском кафедральном соборе Луганска.
В 1991 году окончил школу, поступил послушником в Курско-Коренную пустынь Курской епархии, где нёс послушания алтарника, уставщика, исполнял хозяйственные работы.
В 1994 году по благословению духовника перешёл во вновь открывшийся Святогорский Успенский монастырь Донецкой епархии.
В ноябре 1994 года стал иподиаконом и водителем у епископа Горловского и Славянского Алипия (Погребняка).
21 ноября 1994 года епископом Горловским и Славянским Алипием (Погребняком) был рукоположён в сан диакона. 23 декабря в Святогорском Успенском монастыре тем же епископом пострижен в монашество с именем Митрофан в честь святителя Митрофана Воронежского. Продолжал нести прежнее послушание водителя и иподиакона у епископа Алипия.
С 1996 по 2000 год обучался в Киевской духовной семинарии.
18 мая 1997 года тем же епископом был рукоположён в сан иеромонаха.
20 октября 1997 года архиепископом Донецким Иларионом (Шукало), управляющим Горловской епархией, был направлен на пастырское служение в Михайловский храм города Мариуполя.
23 июля 1999 года митрополитом Иларионом (Шукало) назначен настоятелем вновь созданной общины во имя святого равноапостольного князя Владимира в Мариуполе.
12 апреля 2000 года освобождён от пастырского служения в Михайловском храме и назначен для дальнейшего прохождения настоятельского служения во Владимирском храме Мариуполя. 1 августа был освобожден и от этого служения и переведён настоятелем в храм Рождества Христова в Донецке.
С 2001 по 2005 год учился в Киевской духовной академии.
С 2004 года и по настоящее время является духовником и преподавателем Нового Завета на отделении духовной культуры при Донецком национальном университете.
В 2006 году при университете была организована община в честь святых князей и страстотерпцев Бориса и Глеба, и указом от 8 февраля 2006 года Митрофан был назначен её настоятелем.
В 2004 году митрополитом Иларионом (Шукало) удостоен сана архимандрита.

### Архиерейство
24 января 2007 года решением Священного Синода Украинской православной церкви избран епископом Горловским и Славянским.
27 января 2007 года в Трапезном храме Киево-Печерской Лавры состоялось его наречение во епископа.
28 января 2007 года в Трапезном храме Киево-Печерской Лавры состоялась его архиерейская хиротония, которую совершили: Митрополит Киевский и всея Украины Владимир (Сабодан), митрополит Донецкий и Мариупольский Иларион (Шукало), епископ Васильковский Лука (Коваленко), епископ Святогорский Арсений (Яковенко) и епископ Бориспольский Антоний (Паканич).
27 июля 2009 года становится членом Межсоборного присутствия Русской Православной Церкви.
Был постоянным автором епархиального духовно-просветительского журнала «Живой родник».
28 августа 2013 года на Соборной Площади Киево-Печерской лавры митрополитом Киевским и всея Украины Владимиром (Сабоданом) был возведён в сан архиепископа.
17 августа 2015 года в Успенском соборе Киево-Печерской лавры митрополитом Киевским и всея Украины Онуфрием (Березовским) возведён в сан митрополита.